# عالی‌شهر
عالیشهر، شهری از توابع بخش مرکزی در شهرستان بوشهر در استان بوشهر است. عالی‌شهر یک شهر معاصر است که تأسیس (نوین شهر) آن به سال ۱۳۶۵ باز می‌گردد، موقعیت این شهر در ۲۰ کیلومتری شرق بندر بوشهر واقع شده است.

## عالیشهر
عالیشهر یکی از نوین شهرها (شهرهای جدید) ایران است که در ۲۴ کیلومتری جنوب شرقی شهر بوشهر در مسیر جاده دلوار و در دامنه رشته کوه کلاتک و در جوار روستاهای زنجیره‌ای و همچنین در کنار جنگلهای مصنوعی و با شرایط اقلیمی بهتر از شهر مادر واقع شده‌است.
شهر جدید عالیشهر با توجه به وضعیت فیزیکی منطقه و عوامل دیگری همچون محدودیت توسعه شهری بوشهر به علت محاصره آب از جهات شمال و غرب، پایگاه‌های نظامی در جنوب و جنوب غرب، مراکز صنعتی از شرق و غرب و نیز محدودیت‌های ناشی از وجود نیروگاه اتمی و رشد جمعیتی بسیار زیاد شهر بوشهر با تأیید شورای عالی نظام معماری و شهرسازی انتخاب گردید.
این شهر با دارا بودن موقعیت ژئوپولوتیکی مناسب و عوامل ذکرشده و باهدف کلی جذب جمعیت در راستای سرریز منطقه شهری بوشهر، در آن پایه‌گذاری‌های مناسب اقتصاد شهری بر اساس صنایع مطلوب منطقه و خدمات آموزش عالی، حفظ تعادل اکولوژیکی شهر و منطقه، ایجاد محیط‌زیست مناسب و … پایه‌گذاری شده است و اکنون عالیشهر به‌عنوان شهری مناسب جهت اسکان و سرمایه‌گذاری و همچنین قطب علمی، پژوهشی و دانشگاهی در استان مطرح است.

## جمعیت
این شهر در بخش مرکزی در شهرستان بوشهر استان بوشهر قرار داشته و بر اساس اظهارات امام جمعه عالیشهر ، شهر عالیشهر با روستاهای اطراف ۶۵ هزار نفر جمعیت در فروردین ماه سال ۱۴۰۳ شمسی دارد ، روند افزایش جمعیت این شهر در سالهای اخیر بی سابقه بوده است و بیشترین افزایش و رشد قیمت ملک و املاک در استان مربوط به شهر عالیشهر می باشد.
محدودیت‌های توسعه کالبدی شهر بوشهر در شبه جزیره، با توجه به استقرار یگان‌های مختلف نظامی از جمله پایگاه‌های نیروی هوایی، نیروی دریایی و سپاه پاسداران و نیز رعایت حریم حوزه استحفاظی نیروگاه اتمی بوشهر ضرورت مکان‌یابی و طراحی شهر جدیدی را در موقعیت مناسب و قابل دسترسی مطرح کرد. بر همین اساس نیز شهر جدید عالی‌شهر با پیش‌بینی ظرفیتی حدود ۱۰۰هزار نفر و سطحی حدود ۹۰۰ هکتار طراحی و در قالب آن تهیه طرح و آماده‌سازی تدریجاً مورد تأکید قرار گرفت.

## دانشگاه آزاد عالیشهر
یک دانشگاه بزرگ در عالیشهر قرار دارد که دیگر غیر قابل استفاده است

## شهردار عالیشهر
شهرداری عالیشهر در ۲۰ اسفند ۱۳۹۳ توسط استاندار بوشهر افتتاح گردید.

## ورزش عالیشهر
برای اولین بار در تاریخ فوتسال استان بوشهر در مردادماه ۱۳۹۵، باشگاه امیدنوین عالیشهر در رشته فوتسال در بالاترین سطح مسابقات نوجوانان کشوری شرکت کرد و در اولین دوره موفق شد به مرحله دوم مسابقات لیگ برتر فوتسال نوجوانان کشور صعود کند.